# Yuri Lowenthal
Yuri Lowenthal (n. Alliance, Ohio; 5 de marzo de 1971) es un actor de voz que le ha dado su voz a múltiples personajes del anime, videojuegos y series animadas.
Está casado con la actriz de voz Tara Platt. Se graduó en The College of William & Mary en Williamsburg, Virginia.
Lowenthal fundó la compañía de producción de películas Monkey Kingdom Productions con su compañera Tara Platt en el 2004. En el 2007 Yuri Lowenthal y Tara Platt le dieron sus voces a Shin Megami Tensei: Persona 3.
En la industria del anime, sus personajes más conocidos son Haru Glory, en Rave Master, Sasuke Uchiha, en Naruto, Suzaku Kururugi en Code Geass, Simon en Gurren Lagann y Jinnosuke/"Kuma" en Afro Samurai y en su secuela.
Presta su voz a Cecil Harvey en el videojuego para Nintendo DS Final Fantasy IV y en 'Dissidia: Final Fantasy y su secuela Dissidia 012. También pone la voz a Ben Tennyson de Ben 10: Fuerza Alienígena', Ben 10: Supremacia Alienígena' y Ben 10: Omniverse'.

## Filmografía

### Series
- Alias: The Awful Truth - El conductor de Bishop
- Close to Home: The Good Doctor - EMT
- Gilmore Girls: He's Slippin' 'Em Bread...Dig? - Carl
- If You Lived Here, You'd Be Home Now - Nick
- Terminator: The Sarah Connor Chronicles - Christopher Garvin

### Series Animadas
| - Afro Samurai - Jinnosuke/"Kuma" - "Camp Camp" - Neil - Afro Samurai: Resurrection - Jinnosuke/"Kuma" - Afterworld - Mr. Tanaka, Frank - A.T.O.M. - Silas Greene - Battle B-Daman - Berkhart, Sigma - Ben 10: Alien Force - Ben Tennyson/Alien X, JT(en "Ben 10 Returns: Part 1") - Bobobo-bo Bo-bobo - Rice, Megafan - Bleach - Keigo Asano, Young Renji Abarai, Voces Adicionales - Blue Dragon - Shu - Busō Renkin - Washio, Negoro Shinobu, Victor - Code Geass: Lelouch of the Rebellion - Suzaku Kururugi - El Chavo animado - Ñoño (Mario Castañeda) - DearS - Khi - Digimon Data Squad - Neon [ep. 8] - DOTA: Sangre de dragón - Davion - Ergo Proxy - Daedalus Yumeno - Eyeshield 21 - Sena Kobayakawa - Sōkyū no Fafner - Koyo Kasugai - Gankutsuou: The Count of Monte Cristo - Raoul de Chateau Renard - Ghost Talker's Daydream - Mitsuru Fujiwara - Girls Bravo - Yukinari Sasaki - GUN X SWORD - Joshua Lundgren - Jungle wa itsumo Hare nochi Guu - Wadji - Huntik: Secrets & Seekers - Lok Lambert - Tengen Toppa Gurren-Lagann - Simon - Horrid Henry: Pranks Unleashed - Horrid Henry | - Hellsing Ultimate - Pip Bernadotte - Idaten Jump - Sho Yamato - Kamichu - Yashima - Karas - Ken - Kyo Kara Maoh - Yuuri Shibuya - Legion of Super-Heroes - Superman, Superman-X/Kell-El, Stone Boy - MÄR - Alviss - Mars Daybreak - Kato Takigawa Jr. - Marmalade Boy - Ginta Suou - Mega Man Star Force - Zack Temple - Monster High - Deuce Gorgon, Heath Burns (Volumen 1), Clawd Wolf, Gil - Moribito: Guardian of the Spirit - Toya - Naruto - Sasuke Uchiha, voces adicionales - Naruto Shippuden - Sasuke Uchiha - Noein - Yū Gotō - Paprika - Doctor Kōsaku Tokita - Persona 4: The Animation - Yosuke Hanamura - The Prince of Tennis - Katsuo Mizuno, Keigo Atobe - Rave Master - Haru Glory - Resident Evil: Degeneration - Guardaespaldas del Senador #1/Voces Adicionales - Saiyuki Reload & Saiyuki Gunlock - Goku (como Jimmy Benedict) - Scrapped Princess - Leopold Scorpus - SD Gundam Force - Bakunetsumaru - Ultra Maniac - Hiroki Tsujiai - Wolverine and the X-Men - Iceman/Bobby Drake - Zatch Bell! - Danny; Donpocho; Kory - Arcane - Mylo |

### Películas
| - Digimon Tamers: Battle of Adventurers - Kai Urazoe - Men in Black III - Knuckles - Naruto la película: ¡El rescate de la princesa de la nieve! - Sasuke Uchiha - Paprika - Doctor Kōsaku Tokita - Robotech: The Shadow Chronicles - Marcus - The Pirates Who Don't Do Anything: A VeggieTales Movie - Príncipe Alexander - Blunders in London: The Movie - Príncipe Alexander | - Teen Titans: Trouble in Tokyo - Scarface, Ciclista Japonés - Death's Door - Ryan - Midnight Days - El Soldador - Monstersdotcom - Bob - Pissed - Vlad - Tumbling After - Greg - Azumi - Ukiha |

### Videojuegos
| - .hack//G.U. vol.1//Rebirth - Haseo, Voces Adicionales - .hack//G.U. vol.2//Reminisce - Haseo, Voces Adicionales - .hack//G.U. vol.3//Redemption - Haseo, Voces Adicionales - Ace Combat: Assault Horizon - Sergei Illich - Ace Combat 6: Fires of Liberation - Toscha Mijasik - Ace Combat Zero: The Belkan War - Larry Foulke - Afro Samurai - Jinnosuke/Kuma - Bayonetta - Luka (Sin Crédito) - Baten Kaitos Origins - Giacomo - Ben 1o:Alien Force - Ben Tennyson - Call of Duty 2 - voces adicionales - Catherine - Tobias "Toby" Nebbins/Astaroth - Command & Conquer 3: Kane's Wrath - Voces Adicionales - Company of Heroes - Airborne (day), Voces Adicionales - Destroy All Humans! 2 - Dr. Go! - Dirge of Cerberus -Final Fantasy VII- - Personajes Incidentales - Dissidia 012 - Cecil Harvey - Dissidia Final Fantasy - Cecil Harvey - Dragoneer's Aria - Ruslan L' Avelith - Dungeons & Dragons: Dragonshard - Varias Voces - Final Fantasy IV (remake para DS) - Cecil Harvey (Sin Crédito) - Final Fantasy XII - Reks - Fire Emblem: Awakening - Ricken - Fire Emblem Heroes - Eliwood, Marth y Merric - GRID - Anunciador Japonés - Growlanser: Heritage of War - Gaerik, Voces Adicionales (Sin Crédito) - Guilty Gear 2: Overture - Sin and That Man (Sin Crédito) - Jeanne d'Arc - Roger - I Love Bees - Kamal Zaman - Marvel Ultimate Alliance 2: Fusion - Iceman - Marvel's Spider-Man (2018) - Peter Parker/Spider-Man - Medal of Honor: Rising Sun - Ichiro "Harry" Tanaka - Medal of Honor: Vanguard - Frank Keagan - Mighty No. 9 - Beck - Mortal Kombat 1 - Smoke - Naruto: Ninja Council series - Sasuke Uchiha - Naruto: Ultimate Ninja series - Sasuke Uchiha - Naruto: Clash of Ninja series - Sasuke Uchiha - Naruto: Rise of a Ninja - Sasuke Uchiha - "Cookie Run: Kingdom" - Pure Vanilla Cookie | - Naruto: The Broken Bond - Sasuke Uchiha - Naruto: Uzumaki Chronicles - Sasuke Uchiha - Naruto: Uzumaki Chronicles 2 - Sasuke Uchiha - Naruto: Ninja Destiny - Sasuke Uchiha - Odin Sphere - Cornelius (Sin Crédito) - Operation Darkness - Edward Kyle (Sin Crédito) - Power Rangers: Super Legends - Mighty Morphin Red Ranger, Omega Ranger, Future Omega Ranger - Prince of Persia: The Sands of Time - The Prince - Prince of Persia: The Two Thrones - The Prince - Professor Layton and the Unwound Future - Future Luke - Radiata Stories - Daniel (Sin Crédito) - Rave Master - Haru Glory - Rave Master: Special Attack Force - Haru Glory - Red Steel - Voces Adicionales (Sin Crédito) - Rogue Galaxy - Steve - Romancing SaGa - (PlayStation 2 version) Albert (Sin Crédito) - Saints Row 2 - Shogo Akuji, voces adicionales - Siren: Blood Curse - Howard Wright (under the alias, Stephen Fisher) - Shin Megami Tensei: Devil Survivor 2 Record Breaker - Yuzuru (Joe) Akie - Shin Megami Tensei: Persona 3 - Protagonist (Main Character)/Ryoji/Pharos (Sin Crédito) - Shin Megami Tensei: Persona 4 - Yosuke Hanamura (Sin Crédito) - Sonny 2 - Twisted Experiment - Spider-Man: Web of Shadows - Nightcrawler (Sin crédito) - Spider-Man: Shattered Dimensions - Amazing Spider-Man - Star Ocean: First Departure - Roddick Farrence - Steambot Chronicles - Dandelion (Sin Crédito) - Tales of the Abyss - Luke fon Fabre/Asch (Sin Crédito) - Tales of the World: Radiant Mythology - Luke fon Fabre (Sin Crédito) - Uncharted: Drake's Fortune - Mercenario - Valkyrie Profile 2: Silmeria - Dallas, Ull (Sin Crédito) - Xenosaga Episode III: Also sprach Zarathustra - Kevin Winnicot |

### Series web
- Galacticast - RoboJew, el padre.